# Kostnadsdrivare
Kostnadsdrivare, en komponent inom ABC-kalkylering, är ett mått på aktiviteter som har ett direkt orsak-verkansamband med kostnader. Kostnaders relation till drivaren gör att två grupper av kostnader bildas. Absoluta kostnader är helt beroende av drivaren, det vill säga kostnadsdrivaren driver kostnaden från noll. Inkrementella kostnader ändras genom förändringar i kostnadsdrivaren men existerar även oberoende av kostnadsdrivaren. Noterbart är att det kan förekomma en stark koppling mellan aktivitet och kostnad utan att aktiviteten kan sägas driva kostnader.
Ett orsak-verkan samband mellan aktivitet och kostnad är tvunget för att aktiviteten ska klassificeras som kostnadsdrivande. Att identifiera korrekta kostnadsdrivare till respektive kostnad är en mycket viktig del av kostnadskalkylering. Ofta är kopplingen mellan drivare och kostnad komplex. En och samma kostnad kan ha ett stort nät av kostnadsdrivare som driver den. Identifieras inte orsak-verkan sambandet mellan drivare och kostnad förloras möjligheten att påverka kostnaden.